# Guy Mazeline
Guy Mazeline fue un escritor francés, nacido el 12 de abril de 1900 en El Havre y fallecido el 25 de mayo de 1996, con 96 años, en Boulogne-Billancourt, en la Isla de Francia. Ganó el premio Goncourt en 1932 con la novela Les loups (Los lobos), el mismo año que quedó finalista Louis-Ferdinand Céline con Viaje al fin de la noche. La controversia creada por la entrega de este premio a una novela que no tardó en caer en el olvido le dio todavía más relevancia a Céline.

## Obra
- Piège du démon, 1927
- Porte close, 1928
- Un royaume près de la mer, 1931
- Les Loups, Gallimard, 1932 (Premio Goncourt) Hay una traducción española con el nombre de Los lobos en Los premios Goncourt de novela, de Plaza y Janés.
- Le Capitaine Durban, 1934
- Le Délire, 1935
- Les Îles du matin, 1936
- Bêtafeu, 1937
- Le Panier flottant, 1938
- Scènes de la vie hitlérienne, 1938
- Pied d'alouette, 1941
- La Femme donnée en gages, 1943
- Tony l'accordeur, 1943
- Un dernier coup de griffe, 1944
- Le Souffle de l'été, 1946
- Valfort, 1951
- Chrétienne compagnie, 1958
- Un amour d'Italie, 1967

### Traducciones al inglés
- The wolves; traducida del francés por Eric Sutton. New York, The Macmillan company, 1934.